# Gerald James Whitrow
Gerald James Whitrow, född 9 juni 1912 i Kimmeridge, död 2 juni 2000, var en brittisk matematiker, kosmolog och vetenskapshistoriker.

## Verk
Whitrows huvudsakliga verk var inom kosmologi och astrofysik, men han intresserade sig även för vetenskapens historia och filosofi, med särskilt fokus på begreppet tid. Bland hans publikationer fick The Natural Philosophy of Time särskild uppmärksamhet. Hans arbete placerade honom i centrum för tidens studier, och detta ledde 1966 till att han blev den första presidenten för det nybildade International Society for the Study of Time.

## Artiklar
- 1967, "Reflections on the Natural Philosophy of Time", Annals of the New York Academy of Sciences 138 : 422–32.
- 1979, "Matematisk tid och dess roll i utvecklingen av den vetenskapliga världsbilden" i Greenway, Frank, red., Time and the Sciences . Paris: UNESCO: 21–37.
- 1973, "Time and Measurement", Dictionary of the History of Ideas .